# کرازبی رونزورث
کرازبی رونزورث (به انگلیسی: Crosby Ravensworth) یک روستا و محله مدنی در بریتانیا است که در منطقه ادن واقع شده‌است. کرازبی رونزورث ۵۱۷ نفر جمعیت دارد.